# Ōza 1987
L'Ōza 1987 è stata la trentacinquesima edizione del torneo goistico giapponese Ōza.

## Svolgimento

### Fase preliminare
La fase preliminare serve a determinare chi accede al torneo per la selezione dello sfidante. Consiste in una serie di tornei preliminari iniziali, i cui vincitori si qualificano al torneo per la determinazione dello sfidante.
- W indica vittoria col bianco
- B indica vittoria col nero
- X indica la sconfitta
- +R indica che la partita si è conclusa per abbandono
- +N indica lo scarto dei punti a fine partita
- +F indica la vittoria per forfeit
- +T indica la vittoria per timeout
- +? indica una vittoria con scarto sconosciuto
- V indica una vittoria in cui non si conosce scarto e colore del giocatore

|  | Primo turno        | Primo turno        | Primo turno |  |  | Secondo turno     | Secondo turno     | Secondo turno |       |                   | Semifinali        | Semifinali | Semifinali |  |  | Finale | Finale | Finale |
|  |                    |                    |             |  |  |                   |                   |               |       |                   |                   |            |            |  |  |        |        |        |
|  | Cho Chikun         | Cho Chikun         | W+1,5       |  |  |                   |                   |               |       |                   |                   |            |            |  |  |        |        |        |
|  | Hiroshi Yamashiro  | Hiroshi Yamashiro  |             |  |  | Cho Chikun        | Cho Chikun        | B+R           |       |                   |                   |            |            |  |  |        |        |        |
|  | Masamichi Kawamura | Masamichi Kawamura |             |  |  | Masaki Takemiya   | Masaki Takemiya   |               |       |                   |                   |            |            |  |  |        |        |        |
|  | Masaki Takemiya    | Masaki Takemiya    | W+R         |  |  |                   |                   |               |       | Cho Chikun        | Cho Chikun        | B+R        |            |  |  |        |        |        |
|  | Norio Kudo         | Norio Kudo         |             |  |  |                   | Ō Rissei          | Ō Rissei      |       |                   |                   |            |            |  |  |        |        |        |
|  | Ō Rissei           | Ō Rissei           | W+R         |  |  | Ō Rissei          | Ō Rissei          | B+21,5        |       |                   |                   |            |            |  |  |        |        |        |
|  | Ei Kanda           | Ei Kanda           |             |  |  | Shoji Hashimoto   | Shoji Hashimoto   |               |       |                   |                   |            |            |  |  |        |        |        |
|  | Shoji Hashimoto    | Shoji Hashimoto    | W+3,5       |  |  |                   |                   |               |       |                   | Cho Chikun        | Cho Chikun | B+R        |  |  |        |        |        |
|  | Kōichi Kobayashi   | Kōichi Kobayashi   | W+4,5       |  |  |                   | Rin Kaiho         | Rin Kaiho     |       |                   |                   |            |            |  |  |        |        |        |
|  | Tatsuaki Iwata     | Tatsuaki Iwata     |             |  |  | Kōichi Kobayashi  | Kōichi Kobayashi  |               |       |                   |                   |            |            |  |  |        |        |        |
|  | Takeshi Sakai      | Takeshi Sakai      |             |  |  | Hideyuki Fujisawa | Hideyuki Fujisawa | W+0,5         |       |                   |                   |            |            |  |  |        |        |        |
|  | Hideyuki Fujisawa  | Hideyuki Fujisawa  | W+R         |  |  |                   |                   |               |       | Hideyuki Fujisawa | Hideyuki Fujisawa |            |            |  |  |        |        |        |
|  | Koichi Oya         | Koichi Oya         | B+3,5       |  |  |                   | Rin Kaiho         | Rin Kaiho     | W+0,5 |                   |                   |            |            |  |  |        |        |        |
|  | Yuichi Sonoda      | Yuichi Sonoda      |             |  |  | Koichi Oya        | Koichi Oya        |               |       |                   |                   |            |            |  |  |        |        |        |
|  | Akira Ishida       | Akira Ishida       |             |  |  | Rin Kaiho         | Rin Kaiho         | W+4,5         |       |                   |                   |            |            |  |  |        |        |        |
|  | Rin Kaiho          | Rin Kaiho          | W+R         |  |  |                   |                   |               |       |                   |                   |            |            |  |  |        |        |        |

### Finale
La finale è una sfida al meglio delle cinque partite.